# Inezia subflava
El piojito pantanero (Inezia subflava), también denominado tiranuelo pantanero (en Colombia), inezia de vientre amarillo, atrapamoscas vientre amarillo o inezia oscura (en Venezuela), es una especie de ave paseriforme de la familia Tyrannidae perteneciente al género Inezia. Es nativo de la cuenca del Amazonas en América del Sur.

## Distribución y hábitat

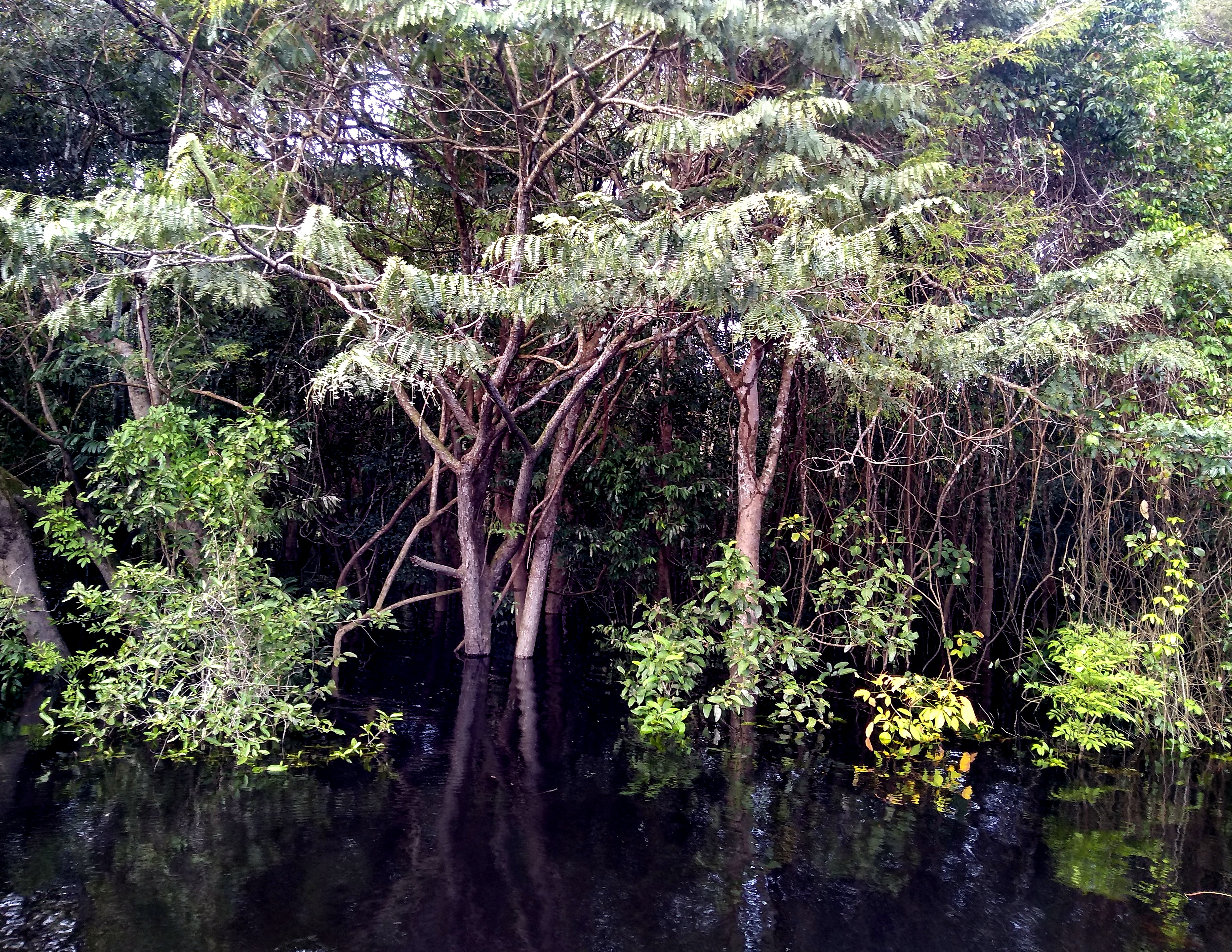
Ribera inundada del río Negro, en el archipiélago de Anavilhanas, Novo Airão, Amazonas, Brasil; el hábitat típico de la especie.

Se distribuye en el sureste de Colombia, sur de Venezuela, noroeste y centro este de Brasil y extremo norte de Bolivia.
Esta especie es poco común y de alguna forma local en sus hábitats naturales, que son los bosques en galería y los crecimientos arbustivos a lo largo de ríos y lagos, hasta los 400 m de altitud.

## Descripción
Mide 12 cm de longitud y pesa entre 7 y 8 g. El iris es oscuro. Por arriba es de color oliva parduzco con una corta lista superciliar y anillo periocular ("anteojos") blanquecinos; las alas y la cola morenas, las alas con dos prominentes barras blancas, la cola con puntas blanquecinas. Por abajo es amarillo pálido, ligeramente teñido de oliva.

## Comportamiento
Es encontrado solitario o en pares, generalmente a baja altura y con más frecuencia en enmarañados cerca de agua. Casi siempre mantiene la cola parcialmente levantada.

### Alimentación
Su dieta consiste de insectos que captura activamente entre el follaje.

### Reproducción
No hay mayores informaciones. El nido es en formato de taza simple.

### Vocalización
Su llamado más frecuente es un rápido «purchirri-kurra, chirri-kurra, chirri-kurra,...» a menudo continuado por largo tiempo y dado como un dueto; muy diferente del llamado simple de Inezia caudata.

## Sistemática

### Descripción original
La especie I. subflava fue descrita por primera vez por los zoólogos británicos Philip Lutley Sclater y Osbert Salvin en 1873 bajo el nombre científico Serpophaga subflava; la localidad tipo es «Pará, Brasil».

### Etimología
El nombre genérico femenino «Inezia» conmemora a Enriqueta Inez Cherrie (1898-1943) hija del ornitólogo estadounidense autor del género George Kruck Cherrie; y el nombre de la especie «subflava», proviene del latín «subflavus» que significa ‘amarillento, amarillo pálido’.

### Taxonomía
Ya fue considerada conespecífica con Inezia caudata.

### Subespecies
Según las clasificaciones del Congreso Ornitológico Internacional (IOC) y Clements Checklist/eBird se reconocen dos subespecies, con su correspondiente distribución geográfica:
- Inezia subflava obscura J.T. Zimmer, 1939 – sur de Venezuela (Amazonas), adyacente sureste de Colombia (este de Guainía, este de Vaupés) y noroeste de Brasil (vecindades del alto río Negro).
- Inezia subflava subflava (P.L. Sclater & Salvin, 1873) – centro este de Brasil (bajo río Negro y bajo río Madeira hacia el este hasta Pará) y extremo norte de Bolivia (Beni, noreste de Santa Cruz); probablemente también en la región intermediaria de la cuenca del Amazonas.